# Toffo
Toffo ist eine Stadt und eine Kommune im Département Atlantique in Benin.

## Geographie
Innerhalb des Départements liegt die Kommune im Nordwesten. Östlich grenzt Zè und südlich Allada.

## Demographie und Verwaltung
Gemäß der Volkszählung von 2013 zählte Kommune zu diesem Zeitpunkt 101.585 Einwohner, davon 49.068 männlich und 52.517 weiblich.
Der Gerichtsbarkeit der Kommune unterstehen zehn Arrondissements, die kumuliert 76 Dörfer umfassen:
1. Agué
2. Colli-Agbamè
3. Coussi
4. Damè
5. Djanglanmè
6. Houégbo
7. Kpomé
8. Sè
9. Séhouè
10. Toffo-Agué

## Persönlichkeiten
- Bernardin Gantin (1922–2008), Kurienkardinal